# ساري عمرو
ساري عمرو، لاعب كرة قدم سعودي.
كانت بداياته مع مع نادي الوحدة و في عام 2015 انتقل إلى الشباب ثم إلى نادي التعاون السعودي و لعب معهم 5 شهور و بعدها تم فسخ عقده مع التعاون بالتراضي و بعدها عاد إلى نادي الوحدة و بعدها لعب مع نادي أبها والنادي العربي.

## روابط خارجية
- ساري عمرو على موقع قاعدة بيانات كرة القدم.إي يو (الإنجليزية)
- ساري عمرو على موقع Soccerway.com (الإنجليزية)
- ساري عمرو على موقع كووورة